# Abkommen über deutsche Vermögenswerte in der Schweiz
Das Abkommen über deutsche Vermögenswerte in der Schweiz, auch Washingtoner Abkommen, ist ein Staatsvertrag von 1946 zwischen der Schweiz einerseits und den Vereinigten Staaten, Frankreich und dem Vereinigten Königreich andererseits.

## Geschichte
Gegen Ende des Zweiten Weltkriegs äusserten die Alliierten immer heftigere Kritik an der Schweiz wegen ihrer wirtschaftlichen und finanziellen Beziehungen zu den Achsenmächten. Obwohl die Mission Currie-Foot für einen Teil der Streitfragen Lösungen fand, hielt der alliierte Druck an. Die Verhandlungen ab März 1946 zwischen der Schweizer Delegation unter der Leitung von Walter Stucki sowie den amerikanischen, britischen und französischen Vertretern mündeten schliesslich am 25. Mai 1946 in den Abschluss des Washingtoner Abkommens.

## Inhalt
Laut dem Washingtoner Vertrag musste die Schweiz 250 Millionen Franken für den Wiederaufbau Europas zahlen. Im Gegenzug verzichteten die Alliierten auf weitere Ansprüche gegenüber der Schweizerischen Nationalbank, deren Aktivitäten während des Kriegs, insbesondere der Kauf von deutschem Raubgold, umstritten waren. Die Schweiz verpflichtete sich ferner, die ab dem 16. Februar 1945 blockierten deutschen Vermögen in der Schweiz zu registrieren und die in der Schweiz vorhandenen Vermögenswerte von in Deutschland lebenden Deutschen zu liquidieren. Der anfallende Erlös sollte zur Hälfte für Schweizer Kriegsopfer und zur Hälfte für den Wiederaufbau Europas verwendet werden. Die Alliierten ihrerseits erklärten sich bereit, ihre schwarzen Listen von natürlichen und juristischen Personen mit Wirtschaftsbeziehungen zu den Achsenmächten aufzuheben. Darüber hinaus willigten die Amerikaner in die Freigabe der ab 1941 blockierten Schweizer Guthaben ein.

## Folgen
William Emmanuel Rappard, Berater der Schweizer Delegation, bezeichnete das Abkommen als «diplomatisches Wunder», weil die westlichen Siegermächte einen wesentlichen Teil ihrer harten Forderungen aufgegeben hatten. Die Schweiz nutzte ihre industriellen und finanziellen Kapazitäten, um Frankreich und Grossbritannien mit entsprechenden Leistungen zu unterstützen, was sich mildernd auf deren Forderungen auswirkte. Darüber hinaus profitierte sie von der internationalen Entwicklung, da mit dem beginnenden Kalten Krieg der Druck der westlichen Alliierten abnahm. Dank dem Washingtoner Abkommen gelang es der Schweiz, ihre internationale Isolation zu überwinden.
Die Umsetzung des Vertrags erwies sich als langwierig, kompliziert und unvollständig. In deren Verlauf konnte die Schweiz ihr Bankgeheimnis wahren. In einem 1946 unveröffentlichten Brief, der Bestandteil des Abkommens war, willigte sie zwar ein, «mit Wohlwollen» die Frage der nachrichtenlosen Vermögen in der Schweiz zu prüfen. Doch dieses in Aussicht gestellte Engagement traf auf den Widerstand der Banken, die das Bankgeheimnis verteidigten. Trotz einigen 1962 vom Parlament verabschiedeten Regelungen wurden erst Ende des Kalten Kriegs bzw. in den 1990er Jahren in dieser Angelegenheit vertiefte Nachforschungen geführt und Fragen der Restitution angegangen.